# 多茎景天
多茎景天（学名：Sedum multicaule）为景天科景天属的植物。分布于印度、缅甸、锡金、不丹、巴基斯坦以及中国大陆的陕西、甘肃、云南、四川、西藏等地，生长于海拔1,300米至3,500米的地区，多生长在山坡林下石上，目前尚未由人工引种栽培。

## 别名
九头狮子草、岩如意（云南）

## 异名
- Sedum multicaule Wall. ex Lindl. ssp. rugosum K. T. Fu